# Yunus Emre Dede
Yunus Emre Dede (ur. 20 stycznia 1995) – turecki zapaśnik startujący w stylu wolnym. Srebrny medalista akademickich MŚ w 2016 i brązowy na igrzyskach śródziemnomorskich w 2018. Trzeci na MŚ w 2015 juniorów i na ME U-23 w 2016. Drugi na ME juniorów w 2014 i 2015 roku.